# Медальный зачёт на зимних Олимпийских играх 1952
Зимние Олимпийские игры 1952, официально называемые МОКом VI Зимними Олимпийскими играми (англ. VI Olympic Winter Games), прошли в норвежском Осло с 14 по 25 февраля 1952 года. 694 спортсмена от 30 НОКов участвовали на Играх, на которых разыгрывалось 22 комплекта медалей в 6 видах спорта.
Представители 13 НОКов выиграли хотя бы одну медаль, спортсмены 8 — хотя бы одну золотую. Десять стран набрали более одной медали, и среди них самой успешной были хозяева Игр — норвежцы (с 16 медалями, 7 из которых — золотые). США (11 медалей, 4 золотых) и Финляндия (9 медалей, 3 золотых) стали вторыми и третьими в медальном зачёте соответственно.
Норвежец Яльмар Андерсен и немка Аннемари Бухнер взяли больше всех медалей (по 3 каждый). Голландцы взяли свои первые медали на Зимних Играх в истории, благодаря усилиям Корнелиса Броекмана и Виллиема ван дер Вурта, которые взяли 3 серебряные медали в конькобежном спорте. Португалия и Новая Зеландия дебютировали на зимних Играх, но ни одна из этих стран ни выиграла не одной медали на этой Олимпиаде.

## Самые запоминающиеся моменты игр

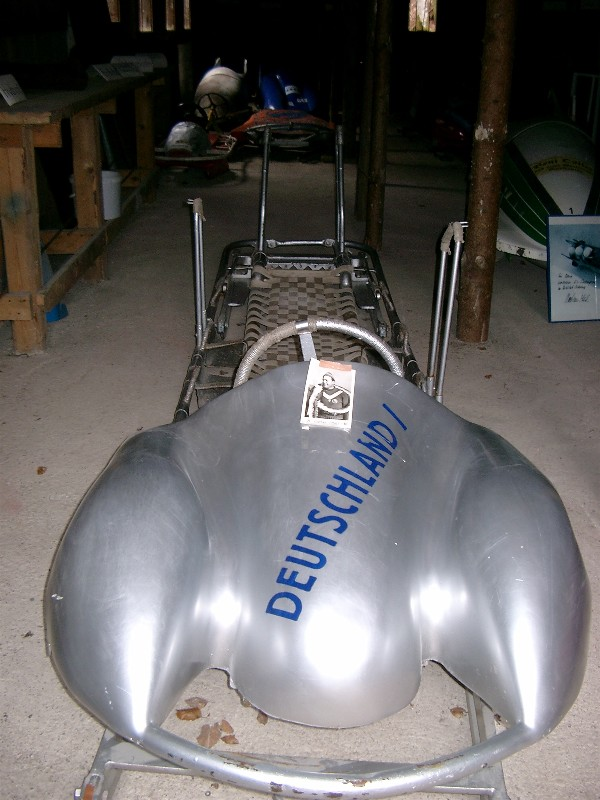
Боб, на котором представители Германии выиграли золото в заезде четвёрок.

Осло стал первым скандинавским городом, принявшим Зимние Олимпийские игры. Хозяева мероприятия выиграли медальный зачёт. Обыкновенный водитель грузовика Яльмар Андерсен выиграл 3 из 4 золотых медалей, разыгрывавшихся на этих играх. Симон Слаттвик и Сверре Стеренсен выиграли золото и бронзу соответственно в лыжном двоеборье. Прыгуны с трамплина Арнфинн Бергманн и Торбьорн Фалькангер стали первыми и вторыми соответственно, и только швед Карл Хольмстрем оказал им сопротивление, взяв бронзу.
После 16-летнего отсутствия на Играх, представители Германии совершили триумфальное возвращение, выиграв 7 медалей (3 золотых). Немцы выиграли оба бобслейных соревнования (двоек и четвёрок). Серебро и бронзу в обоих заездах взяли спортсмены из США и Швейцарии соответственно. Другую золотую медаль Германии взяли супруги-фигуристы Пауль Фальк и Риа Баран парном катании. Аннемари Бухнер стала единственной представительницей Германии, выигравшей три медали на этих Играх. Все три были взяты в горнолыжном спорте, где Бухнер стала второй на скоростном спуске и третьей в слаломе и гигантском слаломе
Конькобежец Виллием ван дер Вурт из Нидерландов стал вторым на дистанции 1,500 метров. В том же виде спорта, соотечественник Вурта Корнелис Броекман стал тоже вторым на дистанциях 5,000 и 10,000 метров. Они стали первыми медалистами из Нидерландов на зимних Олимпийских играх. Представители Великобритании выиграли только одну медаль. Жанетт Альтвегг второй британкой, выигравшей женский разряд по фигурному катанию. Американцы Дик Баттон и Джеймс Грогэн выиграли золото и бронзу в мужском фигурном катании соответственно. Баттон стал первым на Земле фигуристом, сделавшим тройной тулуп в произвольной программе
Финские представители выиграли 9 медалей (3 из которых — золотые). Они доминировали в лыжном спорте, выиграв там 8 из 12 возможных медалей. Впервые в программу Игр был включён женский лыжный спорт, где была проведена гонка на 10 км. Весь подиум взяли финки; Лидия Видеман, Мирья Хиетамиес и Сийри Рантанен оказались вне конкуренции. Вейкко Хакулинен выиграв лыжный марафон на 50 км, начал успешную карьеру, на протяжении которой спортсмен выиграл 7 олимпийских медалей, 3 из которых — золотые
Хоккейный турнир выиграли канадцы. Матч последнего тура со сборной США закончился ничьей 3:3 (в те времена овертаймы не назначались), а канадцам золото далось по очкам (15 против 13 у американцев). Хотя канадцы выиграли, им защитить свой титул не удалось. На следующем олимпийском хоккейном турнире впервые появилась сборная СССР, которая начала свою хоккейную гегемонию

## Общий медальный зачёт
Медальный зачёт составлен по данным МОКа по правилам составления медальных зачётов. То есть, лидер зачёта определяется по количеству золотых медалей . Если количество золотых медалей одинаково, победитель определяется по количеству серебряных медалей. Если и их количество одинаково — лидер будет известен по количеству бронзовых медалей. Если во всех столбцах у 2 или более стран одинаковые показатели, то они сортируются по английскому алфавитному порядку.
В конькобежном заезде на 500 м было присуждено сразу 2 бронзовые медали.
 Страна-организатор (Норвегия)
| №     | Страна               | Золото | Серебро | Бронза | Всего |
| 1     | Норвегия (NOR)       | 7      | 3       | 6      | 16    |
| 2     | США (USA)            | 4      | 6       | 1      | 11    |
| 3     | Финляндия (FIN)      | 3      | 4       | 2      | 9     |
| 4     | Германия (GER)       | 3      | 2       | 2      | 7     |
| 5     | Австрия (AUT)        | 2      | 4       | 2      | 6     |
| 6     | Канада (CAN)         | 1      | 0       | 1      | 2     |
| 6     | Италия (ITA)         | 1      | 0       | 1      | 2     |
| 8     | Великобритания (GBR) | 1      | 0       | 0      | 1     |
| 9     | Нидерланды (NED)     | 0      | 3       | 0      | 3     |
| 10    | Швеция (SWE)         | 0      | 0       | 4      | 4     |
| 11    | Швейцария (SUI)      | 0      | 0       | 2      | 2     |
| 12    | Франция (FRA)        | 0      | 0       | 1      | 1     |
| 12    | Венгрия (HUN)        | 0      | 0       | 1      | 1     |
| Всего | Всего                | 22     | 22      | 23     | 67    |

## Медальные зачёты по видам спорта
| Место | Страна    | Золото | Серебро | Бронза | Всего |
| ----- | --------- | ------ | ------- | ------ | ----- |
| 1     | Германия  | 2      | 0       | 0      | 2     |
| 2     | США       | 0      | 2       | 0      | 2     |
| 3     | Швейцария | 0      | 0       | 2      | 2     |
| Всего | Всего     | 2      | 2       | 2      | 6     |

| Место | Страна   | Золото | Серебро | Бронза | Всего |
| ----- | -------- | ------ | ------- | ------ | ----- |
| 1     | Австрия  | 2      | 3       | 2      | 7     |
| 2     | США      | 2      | 0       | 0      | 2     |
| 3     | Норвегия | 1      | 1       | 1      | 3     |
| 4     | Италия   | 1      | 0       | 1      | 2     |
| 5     | Германия | 0      | 2       | 2      | 4     |
| Всего | Всего    | 6      | 6       | 6      | 18    |

| Место | Страна     | Золото | Серебро | Бронза | Всего |
| ----- | ---------- | ------ | ------- | ------ | ----- |
| 1     | Норвегия   | 3      | 0       | 3      | 6     |
| 2     | США        | 1      | 1       | 0      | 2     |
| 3     | Нидерланды | 0      | 3       | 0      | 3     |
| 4     | Канада     | 0      | 0       | 1      | 1     |
| 4     | Швеция     | 0      | 0       | 1      | 1     |
| Всего | Всего      | 4      | 4       | 5      | 13    |

| Место | Страна    | Золото | Серебро | Бронза | Всего |
| ----- | --------- | ------ | ------- | ------ | ----- |
| 1     | Норвегия  | 1      | 0       | 1      | 2     |
| 2     | Финляндия | 0      | 1       | 0      | 1     |
| Всего | Всего     | 1      | 1       | 1      | 3     |

| Место | Страна    | Золото | Серебро | Бронза | Всего |
| ----- | --------- | ------ | ------- | ------ | ----- |
| 1     | Финляндия | 3      | 3       | 2      | 8     |
| 2     | Норвегия  | 1      | 1       | 1      | 3     |
| 3     | Швеция    | 0      | 0       | 1      | 1     |
| Всего | Всего     | 4      | 4       | 4      | 12    |

| Место | Страна   | Золото | Серебро | Бронза | Всего |
| ----- | -------- | ------ | ------- | ------ | ----- |
| 1     | Норвегия | 1      | 1       | 0      | 2     |
| 2     | Швеция   | 0      | 0       | 1      | 1     |
| Всего | Всего    | 1      | 1       | 1      | 3     |

| Место | Страна         | Золото | Серебро | Бронза | Всего |
| ----- | -------------- | ------ | ------- | ------ | ----- |
| 1     | США            | 1      | 2       | 1      | 4     |
| 2     | Великобритания | 1      | 0       | 0      | 1     |
| 2     | Германия       | 1      | 0       | 0      | 1     |
| 4     | Австрия        | 0      | 1       | 0      | 1     |
| 5     | Франция        | 0      | 0       | 1      | 1     |
| 5     | Венгрия        | 0      | 0       | 1      | 1     |
| Всего | Всего          | 3      | 3       | 3      | 9     |

| Место | Страна | Золото | Серебро | Бронза | Всего |
| ----- | ------ | ------ | ------- | ------ | ----- |
| 1     | Канада | 1      | 0       | 0      | 1     |
| 2     | США    | 0      | 1       | 0      | 1     |
| 3     | Швеция | 0      | 0       | 1      | 1     |
| Всего | Всего  | 1      | 1       | 1      | 3     |